# Episodi di King of the Hill (dodicesima stagione)
La dodicesima stagione della serie animata King of the Hill, composta da 22 episodi, è stata trasmessa negli Stati Uniti su Fox dal 23 settembre 2007 al 18 maggio 2008.
In Italia la stagione è inedita.
| nº | Codice di produzione | Titolo originale                    | Prima TV USA      |
| -- | -------------------- | ----------------------------------- | ----------------- |
| 1  | BABE13               | Suite Smells of Excess              | 23 settembre 2007 |
| 2  | BABE12               | Bobby Rae                           | 30 settembre 2007 |
| 3  | BABE16               | Powder Puff Boys                    | 7 ottobre 2007    |
| 4  | BABE15               | Four Wave Intersection              | 14 ottobre 2007   |
| 5  | BABE14               | Death Picks Cotton                  | 11 novembre 2007  |
| 6  | BABE17               | Raise the Steaks                    | 18 novembre 2007  |
| 7  | BABE19               | Tears of an Inflatable Clown        | 25 novembre 2007  |
| 8  | BABE18               | The Minh Who Knew Too Much          | 9 dicembre 2007   |
| 9  | BABE20               | Dream Weaver                        | 16 dicembre 2007  |
| 10 | CABE01               | Doggone Crazy                       | 6 gennaio 2008    |
| 11 | CABE02               | Trans-Fascism                       | 10 febbraio 2008  |
| 12 | CABE03               | Untitled Blake McCormick Project    | 17 febbraio 2008  |
| 13 | CABE04               | The Accidental Terrorist            | 2 marzo 2008      |
| 14 | CABE05               | Lady and Gentrification             | 9 marzo 2008      |
| 15 | CABE06               | Behind Closed Doors                 | 16 marzo 2008     |
| 16 | CABE07               | Pour Some Sugar on Kahn             | 30 marzo 2008     |
| 17 | CABE08               | Six Characters in Search of a House | 6 aprile 2008     |
| 18 | CABE09               | The Courtship of Joseph's Father    | 13 aprile 2008    |
| 19 | CABE10               | Strangeness on a Train              | 27 aprile 2008    |
| 20 | CABE11               | Cops and Robert                     | 4 maggio 2008     |
| 21 | CABE12               | It Came from the Garage             | 11 maggio 2008    |
| 22 | CABE13               | Life: A Loser's Manual              | 18 maggio 2008    |